# Los Ebanos (contea di Hidalgo, Texas)
Los Ebanos è un census-designated place degli Stati Uniti d'America situato nella contea di Hidalgo dello Stato del Texas.
La popolazione era di 335 persone al censimento del 2010. Fa parte dell'area metropolitana di McAllen–Edinburg–Mission.

## Geografia fisica
Los Ebanos è situata a 26°14′37″N 98°33′40″W (26.243665, -98.561039). Los Ebanos serve anche come un passaggio di confine ufficiale tra gli Stati Uniti e il Messico tramite la Los Ebanos-Diaz Ordaz Ferry. Il traghetto fornisce un servizio di trasporto tra Los Ebanos e Gustavo Díaz Ordaz, Tamaulipas.
Secondo lo United States Census Bureau, ha un'area totale di 0,6 miglia quadrate (1,6 km²).

## Società

### Evoluzione demografica
Secondo il censimento del 2000, c'erano 403 persone, 135 nuclei familiari e 100 famiglie residenti nella città. La densità di popolazione era di 711,9 persone per miglio quadrato (273,0/km²). C'erano 168 unità abitative a una densità media di 296,8 per miglio quadrato (113,8/km²). La composizione etnica della città era formata dal 97,02% di bianchi, lo 0,25% di afroamericani, l'1,99% di altre razze, e lo 0,74% di due o più etnie. Ispanici o latinos di qualunque razza erano il 98,01% della popolazione.
C'erano 135 nuclei familiari di cui il 28,9% aveva figli di età inferiore ai 18 anni, il 48,9% aveva coppie sposate conviventi, il 20,7% aveva un capofamiglia femmina senza marito, e il 25,2% erano non-famiglie. Il 23,7% di tutti i nuclei familiari erano individuali e il 13,3% aveva componenti con un'età di 65 anni o più che vivevano da soli. Il numero di componenti medio di un nucleo familiare era di 2,99 e quello di una famiglia era di 3,59.
La popolazione era composta dal 25,6% di persone sotto i 18 anni, il 12,9% di persone dai 18 ai 24 anni, il 20,6% di persone dai 25 ai 44 anni, il 20,6% di persone dai 45 ai 64 anni, e il 20,3% di persone di 65 anni o più. L'età media era di 36 anni. Per ogni 100 femmine c'erano 73,0 maschi. Per ogni 100 femmine dai 18 anni in giù, c'erano 72,4 maschi.
Il reddito medio di un nucleo familiare era di 7.066 dollari e quello di una famiglia era di 7.692 dollari. I maschi avevano un reddito medio di 28.750 dollari contro i 37.500 dollari delle femmine. Il reddito pro capite era di 6.240 dollari. Circa il 64,7% delle famiglie e il 72,6% della popolazione erano sotto la soglia di povertà, incluso l'89,7% di persone sotto i 18 anni e il 72,6% di persone di 65 anni o più.